# Sergej Kozlík
Sergej Kozlík (* 27. Juli 1950 in Bratislava) ist ein slowakischer Politiker. Er war von 1994 bis 1998 stellvertretender Ministerpräsident und Finanzminister der Slowakei sowie von 2004 bis 2014 Mitglied des Europäischen Parlaments für die konservative Partei ĽS-HZDS, deren letzter Vorsitzender er 2014 er war.

## Leben
Sein Abitur schloss Kozlík 1968 ab. Den Hochschulabschluss im Fachbereich Wirtschaftsmathematik machte er im Jahr 1974 an der Wirtschaftshochschule Bratislava, Fakultät für Wirtschaftsplanung. Kozlík arbeitete von 1974 bis 1987 für das slowakische Amt für Preise als Fachreferent für Industriepreise. Daraufhin war er im Finanzministerium der Slowakischen sozialistischen Republik als Fachreferent für Industriepreise (1987–1990). Als Leiter der Exekutivabteilung war er von 1990 bis 1992 im Slowakischen Kartellamt angestellt. Als Leiter der Abteilung Wirtschaftspolitik von 1992 bis 1993 im Regierungsamt der Slowakischen Republik.
Nach Auflösung der Tschechoslowakei war Kozlík in den Regierungen Vladimír Mečiars von 1993 bis 1994 stellvertretender Ministerpräsident, zuständig für Wirtschaft, und von 1994 bis 1998 stellvertretender Ministerpräsident und Finanzminister der Slowakischen Republik. Er war stellvertretender Vorsitzender von Mečiars Partei Bewegung für eine demokratische Slowakei (HZDS) und dort 1993–2002 zuständig für Wirtschaft. Kozlík war Mitglied des slowakischen Nationalrats, Mitglied des Nationalratsausschusses für Haushalt, Finanzen und Währung (1998–2004).
Von 2004 bis 2014 war Kozlík Mitglied des Europäischen Parlaments. In der Legislaturperiode 2004–2009 war er fraktionsloses Mitglied des Haushaltsausschusses und Delegierter in der Paritätischen Parlamentarischen Versammlung AKP-EU. In der Legislaturperiode 2009–2014 saß er in der liberalen ALDE-Fraktion, war erneut Mitglied des Haushaltsausschusses sowie Delegierter im Ausschuss für parlamentarische Kooperation EU-Russland. Nach Auflösung der HZDS gründete er im März 2014 die Strana demokratického Slovenska (SDS), deren Vorsitzender er war und die bei der Europawahl 2014 1,49 % der Stimmen erhielt. Die SDS benannte sich 2015 in Národná koalícia um. 2018 gab Kozlík den Parteivorsitz ab.